# Pablo Jerez
Pablo Ezequiel Jerez (Morón, 26 de julho de 1984) é um ex-futebolista profissional argentino que atuava como defensor.

## Carreira
Pablo Jerez se profissionalizou no Boca Juniors, em 2003.

### Boca Juniors
Pablo Jerez integrou o Boca Juniors na campanha vitoriosa da Libertadores da América de 2003.

## Títulos
Boca Juniors
- Primera Division Argentina: Apertura 2003
- Taça Libertadores da América: 2003
- Copa Intercontinental: 2003